# Micromerys wigi
Micromerys wigi là một loài nhện trong họ Pholcidae. Loài này được phát hiện ở Queensland.